# سيف الدين قطز
الملك المظفر سيف الدين قُطُز محمود بن ممدود بن خوارزمشاه هو سلطان مملوكي (توفي 658 هـ الموافق 1260)؛ تولى الملك سنة 657 هـ الموافق 1259. يُعدّ قُطُز بطل معركة عين جالوت وقاهر التتار المغول، ومُحرر القدس من التتار؛ كما يعد أحد أبرز ملوك مصر، وذلك على الرغم من أن فترة حكمه لم تدم سوى أقل من عام واحد، حيث نجح في إعادة تعبئة وتجميع الجيش الإسلامي، واستطاع إيقاف زحف التتار الذي كاد أن يقضي على الدولة الإسلامية، فهزمهم قُطُز بجيشه هزيمة كبيرة في عين جالوت، ولاحق فلولهم حتى حرر الشام بأكملها من سلطتهم.
قطز هو اسم أطلقه عليه التتار الذين اختطفوه حيث قاومهم بشراسة خلال اختطافهم وبيعهم إياه وهو صغير، ومعنى قطز باللغة المغولية والتركية "الكلب المسعور" (بالتركية العثمانية: قدوز)(بالتركية: kuduz)، نسب قطز يعود إلى الأمير ممدود الخوارزمي ابن عم السلطان جلال الدين خوارزمشاه سلطان الدولة الخوارزمية وزوج أخته. نشأ قطز نشأة الأمراء وتدرب على فنون القتال على يد خاله، وبعد سقوط الدولة الخوارزمية بِيع مملوكًا في الشام، ثم انتقل لمصر وبِيع مملوكًا للملك الصالح نجم الدين أيوب آخر ملوك الدولة الأيوبية، فتعلم فنون القتال والخطط الحربية في مدارس المماليك، وشارك جيش الملك الصالح في صد الحملة الصليبية السابعة، وتحقيق الانتصار في معركة المنصورة عام 648 هـ الموافق 1250. تدرّج قطز في ترتيب السلطة حتى كان يوم السبت 24 ذو القعدة 657 هـ الموافق 11 نوفمبر 1259 عندما نُصّب ثالث سلاطين مماليك مصر، ولما عاد قطز منتصرًا من عين جالوت إلى مصر تآمر عليه بعض الأمراء المماليك بقيادة بيبرس، فقتلوه بين القرابي والصالحية ودفن بالقُصير، ثم نُقِل قبره بعد مدة من الزمن إلى القاهرة، وكان مقتله يوم السبت 16 ذو القعدة 658 هـ الموافق 22 أكتوبر 1260، وذلك بعد معركة عين جالوت بخمسين يومًا.

## أصوله

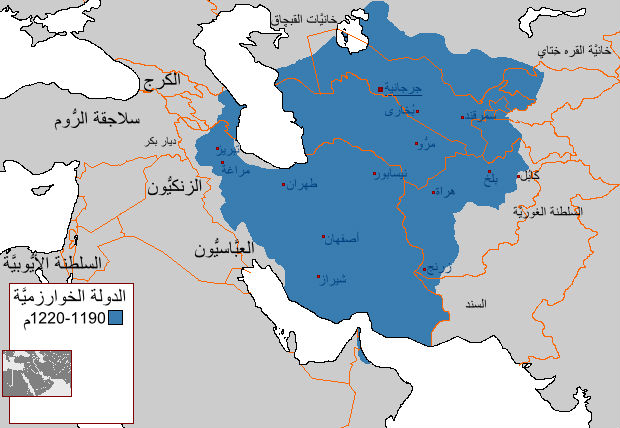
الدولة الخوارزمية حكم أجداد قطز في أقصى اتساعها.

نشأ قطز كأي مملوك تم شراءه، مثل بقية المماليك الأرقّاء القادمين من بلاد ما وراء النهر من بلاد المغول والترك؛ فالترك من قبائل المغول التي سكنت شرق آسيا ومنهم التتار الذين خرج منهم جنكيز خان وهولاكو. ويُوصف قطز بأنه أحد أمراء الدولة الخوارزمية الإسلامية التي كانت مجاورة لإمبراطورية المغول التي أسسها خان المغول جنكيز خان، وقد دخل ملك الدولة الخوارزمية علاء الدين محمد الخوارزمي في صراع وحروب مع جنكيز خان أدت إلى تحطم الإمبراطورية الخوارزمية وهلاك علاء الدين محمد خوارزم شاه وابنه السلطان جلال الدين، والخوارزميون هم سلالة تركية سُنِّية حكمت أجزاء كبيرة من آسيا الوسطى وغرب إيران في الفترة (1077 - 1220) وكانوا أتباعًا اقطاعيين للسلاجقة ثم استقلوا، وأصبحوا حكامًا مستقلين في القرن الحادي عشر الميلادي.
ولمَّا سقطت الدولة الخوارزمية بمقتل السلطان جلال الدين بن محمد خوارزمشاه في 15 شوال 628 هـ الموافق 9 أكتوبر 1231، كان الأمير ممدود الخوارزمي ابن عم السلطان جلال الدين وزوج أخته قد شارك جلال الدين في قتاله للمغول حتى نال الشهادة وقتل في بداية الحروب الخوارزمية المغولية، وترك الأمير ممدود قبل وفاته ابنه الصغير محمود في رعاية وتربية خاله السلطان جلال الدين، قال علي أحمد باكثير «مات الأمير ممدود شهيدًا في سبيل الله، ولم يتجاوز الثلاثين من عمره، تاركًا وراءه زوجته البارة، وصبيًا في المهد لما يدُر عليه الحول، ولم يتمتع برؤيته إلا أياماً قلائل، إذ شغله عنه خروجه مع جلال الدين لجهاد التتار، ولم يكن له وهو يودع هذه الحياة ونعيمها من عزاء إلا رجاؤه فيما أعد الله للشهداء المجاهدين في سبيله من النعيم المقيم والرضوان الأكبر»،
ويروي شمس الدين الجزري في تاريخه عن سيف الدين قطز «لما كان في رق موسى بن غانم المقدسي بدمشق، ضربه سيده وسبه بأبيه وجده، فبكى ولم يأكل شيئا سائر يومه، فأمر ابن الزعيم الفراش أن يترضاه ويطعمه، فروى الفراش أنه جاءه بالطعام، وقال له: كل هذا البكاء من لطمة، فقال قطز: إنما بكائي من سبه لأبي وجدي وهما خير منه، فقلت: من أبوك واحد كافر، فقال: والله ما أنا إلا مسلم ابن مسلم، أنا محمود بن ممدود ابن أخت خوارزمشاه من أولاد الملوك، فسكتُّ وترضيته».

## نشأته
ولد قطز أو الأمير محمود بن ممدود الخوارزمي في أسرة ملكية بمملكة خوارزمشاه بفارس، ولم يذكر المؤرخون السنة التي ولد فيها، وكان أقرب تاريخ ذُكر في سيرة قطز هو عام 628 هـ الموافق 1231 عندما تمَّ اختطافه عقب انهيار الدولة الخوارزمية على يد التتار، وحُمل هو وغيره من الأطفال إلى دمشق.
ولد محمود للأمير ممدود ابن عم وزوج أخت السلطان جلال الدين الخوارزمي، ونشأ نشأة الأمراء وتدرب فنون القتال على يد خاله جلال الدين نظرًا لاستشهاد أبيه وهو لايزال رضيعًا في حروب المسلمين الأولى ضد التتار، وكان اسمه وقتها محمود، ثم دارت الدائرة على مملكة جلال الدين وقضى التتار عليه وعلى ملكه، وأُسر الأمير محمود وبيع عبدًا في السوق لثري من أثرياء الشام، فرباه الثري وأحسن تربيته، فتعلم اللغة العربية وأصولها، وحفظ القرآن الكريم ودرس الحديث، وبعد موت الثري أصبح قطز مملوكًا لابن الثري، ولم يجد منه عناية وحسن تعامل، فبيع قطز لثري آخر من أثرياء الشام، وكان هذا الثري مدخلًا لقطز لدخول الحياة السياسية والجهاد ضد الصليبيين، فهذا الثري هو ابن واحد من أكبر معاوني العالم العز بن عبد السلام، فتربى قطز تربية جديدة، وجاءت الحروب الصليبية على الشام ومن ضمنها دمشق، وعندما تخلى الصالح إسماعيل عن جهاد الصليبيين وهادنهم، نهض الملك الصالح نجم الدين أيوب للدفاع عن المسلمين، فاشترك قطز من ضمن المدافعين من أهل دمشق مع الجيش المصري، وكان له دور مع بقية أهل الشام في انتصار المسلمين على الصالح إسماعيل وأعوانه من الصليبيين.
ثم طلب قطز من سيده أن يبيعه إلى الملك الصالح نجم الدين أيوب ليندرج تحت سلك ممالكه، ووافق سيده على بيعه، وبعد أن بيع قطز إلى الملك الصالح عهد به إلى الأمير المملوكي عز الدين أيبك، فتربى قطز مثل باقي المماليك حيث يتم الحاقهم بمدرسة المماليك، ويتم تعليمهم اللغة العربية قراءة وكتابة، ثم حفظ القران الكريم ومبادئ الفقه الإسلامي، ثم فنون القتال من الرمي بالسهام والقتال بالسيوف، وركوب الخيل ووضع الخطط الحربية والتصرف في أمور الدولة، وقد ساعدت التربية الإسلامية والقتالية لقطز في سن الطفولة والشباب في قصر خاله السلطان جلال الدين حيث تولى تربيته بعد وفاة أبيه، في تفوق قطز على أقرانه من المماليك الذين اشتراهم الملك الصالح، فقد نشأ قطز على كراهية المغول وسمع وشاهد القتال والمعارك التي قادها خاله وأبوه في بلاد الخوارزميين.
وكان التتار هم الذين أطلقوا على محمود ابن الأمير ممدود اسم قطز، وهذه الكلمة بالتترية تعني الكلب العقور المسعور (بالتركية العثمانية: قدوز)، فقد كان واضحًا على قطز علامات القوة والبأس من صغره، فلذلك أطلق عليه التتار هذه الكلمة، أورد المؤرخون وصفًا لقطز بأنه كان شابًّا أشقر، كثَّ اللحية، بطلا شجاعًا عفًّا عن المحارم، مترفعا عن الصغائر، مواظبًا على الصلاة والصيام وتلاوة الأذكار، تزوج من بني قومه، ولم يخلف ولدًا ذكرًا، بل ترك ابنتين لم يسمع عنهما الناس شيئًا بعده.

## حياته في الدولة الأيوبية

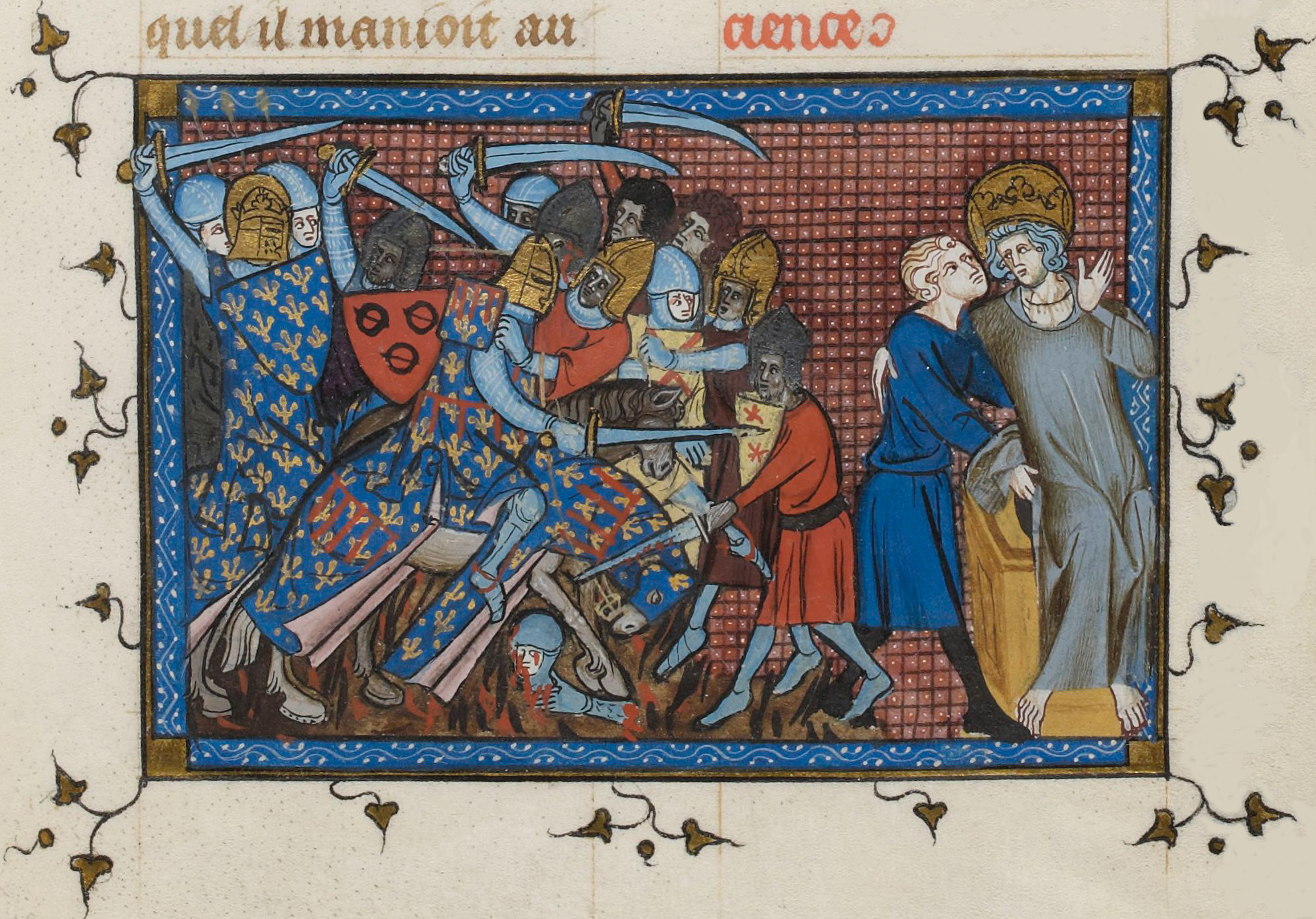
رسمة لمعركة المنصورة بقيادة لويس التاسع التي شارك فيها قطز.

انتقل قطز من الشام وانضم إلى مماليك الملك الصالح نجم الدين أيوب الذي كان يكثر من شراء المماليك ويضمهم إلى جيشه ويربيهم على الولاء لجيشه، ولأن قطز من أصول ملكية في الدولة الخوارزمية وقد تعلم فيها فنون القتال، وشاهد المعارك والحروب التي دارت بين قومه وبين التتار المغول، فقد ساعده ذلك كله في ترقيته في صفوف المماليك الصالحية البحرية، وارتقى بسرعة حتى أصبح الساعد الأيمن لأمير جند السلطان الأمير عز الدين أيبك، الذي كان له دور هام في الأحداث السياسية في مصر والبيت الأيوبي، جاء قطز إلى مصر وقد تكون فيها جيش قوي عظيم من المماليك البحرية، الذي تصدى لكل المحاولات الخارجية لغزو مصر وأهمها الحملة الصليبية السابعة التي قادها الملك لويس التاسع، وقد أظهرت معركة المنصورة قوة المماليك العسكرية والتخطيطية في إدارة المعارك، ثم قدرتهم على الحكم وإدارة شؤون البلاد حين قرروا التخلص من السلطان تورانشاه، وتنصيب شجر الدر زوجة سيدهم الملك الصالح ملكة على مصر، ثم ظهورهم على الساحة كسلاطين وحكام لمصر والشام.

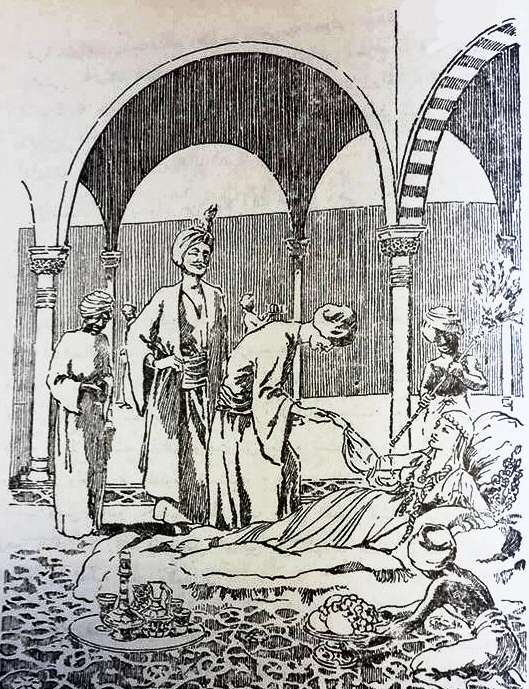
رسمٌ تخيُّليّ لِشجر الدُّر، الملكة عصمةُ الدين والدُنيا أُم خليل خاتون المُستعصميَّة، أولى سلاطين المماليك في مصر.

شارك قطز جيش الملك الصالح في صد الحملة الصليبية السابعة، وتمثلت شجاعة المماليك في الانتصار الكبير الذي حققوه في معركة المنصورة عام 648 هـ الموافق 1250 والتي أُسر فيها الملك لويس التاسع قائد الحملة، وقد وصف أحد المؤرخين المماليك في تلك المعركة بقوله: «والله لقد كنت أسمع زعقات الترك كالرعد القاصف، ونظرت إلى لمعان سيوفهم وبريقها كالبرق الخاطف، فلله درهم فقد أحيوا في ذلك اليوم الإسلام من جديد بكل أسد من الترك قلبه من حديد، فلم تكن ساعة وإذا بالإفرنج قد ولوا على أعقابهم منهزمين، وأسود الترك لأكتاف خنازير الأفرنج ملتزمين»، وكانت من أهم أحداث معركة المنصورة وفاة الملك الصالح وتنصيب تورانشاه ملكًا لمصر، ومن أهم نتائج المعركة وصول المماليك لحكم مصر والقضاء على الدولة الأيوبية.

### توران شاه
قاد الملك تورانشاه المماليك وبقية جيشه في استكمال تحقيق النصر في معركة المنصورة وصد الحملة الفرنسية السابعة، ولكن هذا النصر لم يسفر عن استقرار الأحوال السياسية في مصر، بل ظهر الخلاف بين المماليك البحرية الذين أظهروا قوتهم وجلادتهم في قتال الفرنجة وبين ابن أستاذهم الملك توران شاه، وذكر المؤرخون أن تورانشاه لم يكن صالحًا للحكم لتهوره وكبريائه، ولتعامله السيئ مع زوجة أبيه شجر الدر، ولتنكره لأمراء المماليك وعلى رأسهم الأمير فارس الدين أقطاي والظاهر بيبرس وسيف الدين قطز، قرر المماليك البحرية التخلص من تورانشاه، وفي 27 محرم 648 هـ الموافق 2 مايو 1250 قُتل تورانشاه من قبل أمراء المماليك، بعد أن حكم واحدًا وستين يومًا.

### شجر الدر
بعد قيام المماليك البحرية بقتل سلطانهم تورانشاه أصبح هناك فراغ في الحكم، حيث لا يوجد بديل من أسرة بني أيوب لحكم مصر، وعليه اختار أمراء المماليك ومن بينهم قطز زوجة سيدهم شجر الدر ملكة على الديار المصرية، وأُخذت البيعة للسلطانة الجديدة في شهر صفر 648 هـ الموافق مايو 1250، وما إن تولت مقاليد الحكم حتى لاقت الرفض من الخليفة العباسي في بغداد، وقام العلماء ينددون بتنصيبها في المنابر، وتفجرت الثورات في العالم الإسلامي، فما كان من شجر الدر إلى التنازل بالحكم لأحد أمراء المماليك البحرية، بعد أن حكمت مصر ثمانين يوماً.

## حياته في الدولة المملوكية
بعد أن قررت شجر الدر التنازل عن الحكم، اختارت عز الدين أيبك التركماني الصالحي خليفةً لها في الحكم بعد زواجها منه، وقد وافق أمراء المماليك وقطز أحدهم على اختيار أيبك كأول سلاطين الدولة المملوكية، وقد شارك قطز السلطان أيبك في هزيمة الأيوبيين بقيادة الملك الناصر في معركة عند بلدة العباسة بين الصالحية وبلبيس، وعندما دَب الخلاف بين عز الدين أيبك وفارس الدين أقطاي، قرر أيبك إنشاء فرقة من المماليك عرفوا فيما بعد بالمماليك المعزية نسبة إلى لقب عز الدين أيبك الملك المعز، وعين مملوكه قطز المعزي نائبًا للسلطنة في مصر، ولمَّا أحس أيبك بخطر الأمير أقطاي وخطر فرقته المماليك البحرية، خشي أيبك على حياته بعد أن وصلته أخبار عن عزم أقطاي اغتياله، فدبر أيبك خطة لاغتيال أقطاي بمساعدة نائبه قطز وبعض مماليكه المعزية، واستدعى أيبك غريمه أقطاي للمثول أمامه في القلعة لاستشارته في بعض الأمور، وفي الميعاد المحدد حضر أقطاي إلى القلعة ومعه عدد من مماليكه، ودخل باب القلعة المؤدي لقاعة العواميد، وتم اغلاق الباب ومنعت المماليك البحرية من الدخول، وبسرعة انقض عليه الأمير قطز ومن معه من المماليك المعزية وقتلوه بالسيوف.
ثم وقع الخلاف بين أيبك وزوجته شجر الدر بسبب تمرده عليها وعدم اشراكها في حكم مصر، وبسبب تخلصه من المماليك البحرية، ومما زاد الأمر سوءًا عزم أيبك الزواج من ابنة ملك الموصل بدر الدين لؤلؤ، فعزمت شجر الدر على قتل أيبك، وكان لها ما أرادت، وقَتل خمسة من غلمانها أيبك وهو في الحمام وكان ذلك في 655 هـ الموافق 1257، وبعد انتشار خبر وفاة الملك المعز، حاولت شجر الدر إخفاء واقعة القتل حيث ادعت أن أيبك وقع من فوق جواده، إلا أن مماليك السلطان المعز بقيادة الأمير قطز كشفوا حقيقة قتلها للسلطان، وقرروا قتلها.

### علي بن المعز
سنة 655هـ الموافقة 1257 نصب المماليك المعزية وعلى رأسهم سيف الدين قطز وبعد قتلهم عز الدين أيبك، ابنه نور الدين علي الذي كان صبيًا صغيرًا في الخامسة عشرة من عمره ولقبوه الملك المنصور علي، إلا أن بعض المماليك رفضوا الاعتراف بالسلطان الصغير، فأثاروا عدة اضطرابات عاصفة، واستنجد بعضهم بملوك بني أيوب في الشام، وحاول المغيث عمر أمير الكرك غزو مصر مرتين، لكنه فشل. كانت نتيجة هذه الاضطرابات محاولة المماليك الصالحية تنصيب الأتابك سنجر الحلبي سلطانًا على مصر إلا أن قطز سارع إلى حبسه في سجن القلعة، فما كان من بعض المماليك المعارضين إلا محاولة الهروب إلى الشام، فطاردهم قطز وقبض على كثير منهم، وسجنهم في القلعة.
استقرت الأمور لقطز في مصر وصار نائب السلطان، وأصبح الحاكم الفعلي لمصر حيث أن السلطان الجالس على العرش طفل صغير، وكان جلوس السلطان الصبي على العرش مسألة قُصد بها كسب الوقت حتى يتمكن واحد من كبار المماليك من حسم المسألة لطرفه، ولم يشأ قطز أن يتعجل الأمور بحسم أمر السلطة له ومواجهة المنافسين بعد وفاة عز الدين أيبك، فأمسك بزمام السلطة الفعلية تاركًا للسلطان الصبي شعار السلطنة ولقبها، ثم بدأ قطز بترتيب الأوضاع الداخلية لصالحه، في حين كانت الشائعات تملأ سماء القاهرة بأن السلطان الصغير يريد خلع قطز مملوك أبيه، واجتمع الأمراء في بيت أحد كبارهم وتكلموا إلى أن نجحوا في إصلاح الأمور بين الملك المنصور علي وبين مملوك أبيه الأمير قطز، وبذلك توطدت مكانة سيف الدين قطز في الدولة.
في الوقت نفسه كانت الأحوال متردية بسبب الفتن التي أثارتها طوائف المماليك في القاهرة، كما كان خطر محاولات الغزو الفاشلة التي قام بها المغيث عمر في 655 هـ الموافق 1257، وفي سنة 656 هـ الموافق 1258، تقلق بال قطز، حيث خرج في المرتين للقاء المماليك البحرية وحليفهم الأيوبي، واستطاع القضاء على الخطر الأيوبي، فواصل قطز ترتيب أمور المملكة من الداخل بعد أن واجه الخطر الخارجي، فقبض على جماعة من الأمراء لميلهم للملك المغيث عمر، وهم: الأمير عز الدين أيبك الرومي الصالحي، والأمير سيف بلبان الكافوري الصالحي الأشرفي، والأمير بدر الدين بكتوت الأشرفي، والأمير بدر الدين بلغان الأشرفي، وبذلك استتب الأمر لقطز.

## تنصيبه سلطانًا لمصر
بعد قرابة ثلاث سنوات من حكم نور الدين علي بن أيبك مصر، بدأ صدى طبول الحروب التتارية يتردد على حدود مصر، واقتربت رياح الغزو التتري لبلاد الشام ومصر، ولم يكن بوسع السلطان الصبي نور الدين علي أن يفعل شيءًا إزاء خطر التتار الداهم والقريب، الذي كان يقضي وقته في ركوب الحمير والتنزه في القلعة، واللعب بالحمام مع الخدم، ومع كل خبر جديد يصل عن وحشية التتار كانت الأحوال في مصر تزداد اضطرابًا، ومع اقتراب جحافل التتار من الشام أرسل الملك الناصر رساله حملها المؤرخ والفقيه كمال بن العديم إلى مصر يستنجد بعساكرها، ولما قدم ابن العديم إلى القاهرة عقد مجلس في القلعة حضره السلطان الصبي المنصور نور الدين علي، وحضره كبار أهل الرأي من العلماء والقضاة مثل قاضي القضاة بدر الدين حسن السنجاري، والشيخ العز بن عبد السلام، وكان من بين الحاضرين سيف الدين قطز، وكان هذا الاجتماع آخر خطوات قطز نحو وصوله لعرش مصر وقتال التتار، فقد استغل قطز اجتماع القلعة لخلع السلطان الصبي، وأخذ في الاجتماع يتحدث عن مساوئ المنصور علي وقال«لابد من سلطان قاهر يقاتل هذا العدو، والملك الصبي لايعرف تدبير الملك»، وساعد قطز في الوصول لهدفه أن مساوئ السلطان المنصور علي كانت قد زادت حتى انفض الجميع من حوله، واستهتر في اللعب وتحكمت أمه في أمره فاضطربت الأمور، وانتهز قطز الفرصة المناسبة عندما خرج أمراء المماليك البحرية والمعزية في رحلة صيد في منطقة العباسية في الشرقية وعلى رأسهم الأمير سيف الدين بهادر والأمير علم الدين سنجر الغتمي، وكان ذلك في يوم السبت 24 ذو القعدة 657 هـ الموافق 1259، وقبض قطز على السلطان المنصور علي وعلى أخيه قاقان وعلى أمهما، واعتقلهم في أحد أبراج القلعة، وفي هذا اليوم انتهت مدة حكم السلطان المنصور علي والتي استمرت سنتين وثمانية أشهر وثلاثة أيام، وحين قدم المماليك من رحلة الصيد بقيادة سيف الدين بهادر وعلم الدين سنجر، أنكروا على قطز ما فعله، فأخبرهم بخطر التتار القادم على بلاد الشام ومصر، وقال لهم: «إني ماقصدت إلا أن نجتمع على قتال التتار، ولا يأتي ذلك بغير ملك، فإذا خرجنا وكسرنا هذا العدو، فالأمر لكم في السلطنة ماشئتم».

### ترتيب الوضع الداخلي
استلم قطز السلطة في مصر وكان وضعها متأزمًا جدًا عندما بدأ التتار في اجتياح الشام والاقتراب أكثر من الديار المصرية، وكان المسرح السياسي في القاهرة يموج بالاضطرابات والأزمات، وكانت الفتن الناتجة عن التصارع على كرسي السلطة والحكم عنيفة ومتكررة، وكان الخطر الآخر القريب يتمثل في المماليك البحرية الذين فر الكثير منهم إلى الإمارات الإسلامية في الشام، ومن بقي منهم في مصر بقي على وجل وترقب، وهذا الانقسام أضعف القوة العسكرية المصرية لأن المماليك البحرية كانوا أساس الجيش المصري في ذلك الوقت، وكان المسرح السياسي الخارجي يحمل مشكلات أخرى كبيرة، فالعلاقة مع كل إمارات الشام كانت مقطوعة تمامًا، وكان روح العداء الشديد هو السائد بن الطرفين، كما لم يكن لمصر أي سند من الدول المجاورة لها في أفريقيا، ولم يكن الوضع الاقتصادي في مصر بأفضل حالًا من الأوضاع السياسية والاجتماعية، فهناك أزمة اقتصادية طاحنة تمر بالبلاد جراء الحملات الصليبية المتتالية، ومن جراء الحروب التي دارت بين مصر وجيرانها في الشام، ومن جراء الفتن والصراعات على المستوى الداخلي، كما أن الناس انشغلوا بأنفسهم وبالفتن الداخلية والخارجية فتردَّى الاقتصاد إلى أبعد درجات التردي.
لم يكن جلوس قطز على عرش السلطنة نهاية لرحلة المملوك إلى عرش مصر، فقرر قطز توطيد دعائم حكمه في الداخل قبل التوجه للقاء عدوه الخارجي وقطع أطماع الآخرين في كرسي الحكم الذي يجلس عليه، فجمع الأمراء وكبار القادة وكبار العلماء وأصحاب الرأي في مصر، وكل هؤلاء كانوا من المحركين الفعليين لطوائف شعب مصر المختلفة، وقال لهم أن سبب توليه الحكم هو مواجهة العدو: «إني ماقصدت إلا أن نجتمع على قتال التتار، ولا يأتي ذلك بغير ملك، فإذا خرجنا وكسرنا هذا العدو، فالأمر لكم في السلطنة ماشئتم»، ثم أرسل المنصور علي وأخاه وأمه إلى دمياط واعتقلهم في برج بناه هناك واطلق عليه اسم برج السلسلة، ثم نفاهم جميعًا بعد ذلك إلى القسطنطينية، كما قام قطز بالقبض على رؤوس الفتنة الذين حاولوا أن يخرجوا على حكمه وسلطته وهم: الأمير علم الدين سنجر الغتمي، والأمير عز الدين أيدمر النجيبي الصغير، والأمير شرف الدين قيران المعزي، والأمير سيف الدين الدود خال السلطان المنصور علي بن المعز، والطواشي شبل الدولة كافور، والطواشي حسام الدين بلال المغيثي الجمدار، واعتقلهم ووضعهم في سجن القلعة، وهكذا تمكن من التخلص من رؤوس المعارضة، ثم بدأ السلطان المظفر سيف الدين قطز باختيار أركان دولته وتوطيد دعائم دولته، فبدأ بتغيير الوزير ابن بنت الأعز، وولى بدلًا منه زين الدين يعقوب عبد الرفيع بن يزيد بن الزبير، وأقر الأمير فارس الدين أقطاي الصغير الصالحي المعروف بالمستعرب أتابكًا (بالتركية: Atabek)، وفوض إليه بجانب زين الدين يعقوب تدبير العساكر واستخدام الأجناد وسائر أمور الجهاد والاستعداد للحرب ضد التتار.
وبعد أن ضمن سيف الدين قطز هدوء الأحوال داخل دولته، بدأ في التوجس من الملوك الأيوبيين في الشام، خاصة الناصر يوسف صلاح صاحب دمشق وحلب، وخاف من عاقبة مواجهته بدلًا من مواجهة التتار، فكتب إليه خطابًا رقيقًا حاول فيه تجنب المواجهة معه، وأقسم قطز بالأيمان أنه لا ينازع الملك الناصر في الملك ولا يقاومه، وأكد له أنه نائبًا له في مصر، ومتى حل بها أقعده على كرسي العرش، وقال: «وإن اخترتني خدمتك، وإن اخترت قدمت ومن معي من العسكر نجدة لك على القادم عليك، فإن كنت لا تأمن حضوري سيرت لك العساكر صحبة من تختاره».

## الإعداد لمواجهة التتار ومعركة عين جالوت
أصبح خطر التتار يهدد مصر بعد أن تمكنوا من الإستيلاء على جميع الإمارات والدول والأراضي الإسلامية حتى وصلت سلطتهم إلى غزة، ولم يبقى بينهم وبين مصر إلا معركة الحسم، بدأ المظفر قطز بالتحضير لمواجهة التتار، وكان أول أمر يقوم به هو إصداره لعفو عام وشامل عن المماليك البحرية الذين فروا إلى الشام بعد مقتل زعيمهم فارس الدين أقطاي، وكانت هذه الخطوة أبرز قرار سياسي اتخذه قطز، فقوات المماليك المعزية لا تكفي لحرب التتار، وكانت المماليك البحرية قوة عظيمة وقوية، ولها خبرة واسعة في الحروب، فإضافة قوة المماليك البحرية إلى المماليك المعزية المتواجدة في مصر ستنشيء جيشاً قوياً قادراً على محاربة التتار، وكان من نتائج هذه الخطوة عودة القائد الظاهر بيبرس إلى مصر، فاستقبله قطز استقبالًا لائقًا، وعظم شأنه وأنزله دار الوزارة، وأقطعه قليوب وماحولها من القرى، وجعله في مقدمة الجيوش في معركة عين جالوت.

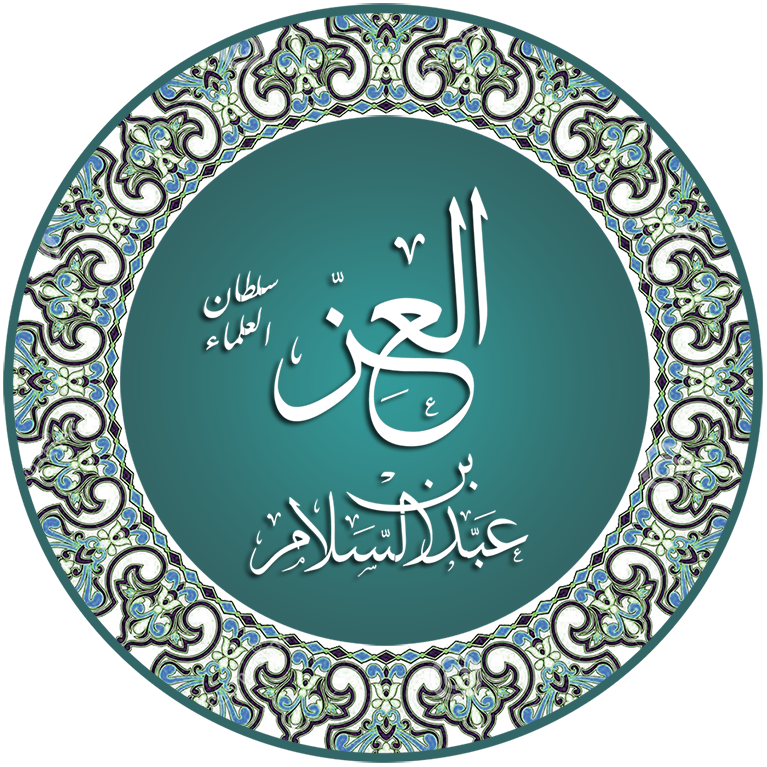
تخطيط لاسم العز بن عبد السلام الذي أفتى بجواز فرض الضرائب.

ثم واجهت قطز أزمة اقتصادية منعته من تجهيز الجيش المتجه لمواجهة التتار، فلابد من تجهيز الجيش المصري وإعداد التموين اللازم له، وإصلاح الجسور والقلاع والحصون، وإعداد العدة اللازمة للحرب، وليس هناك من الأموال ما تكفي لتأمين كل ذلك، فقام قطز بدعوة مجلسه الاستشاري ودعا إليه سلطان العلماء العز بن عبد السلام، اقترح قطز أن تفرض ضرائب لدعم الجيش، ولكن هذا القرار يحتاج فتوى شرعية، لأن المسلمين في دولة الإسلام لا يدفعون إلا الزكاة،  عندها أفتى العز بن عبد السلام وقال: «إذا طرق العدو بلاد الإسلام وجب على العالم كله قتالهم، وجاز لكم أن تأخذوا من الرعية ما تستعينون به على جهادكم، بشرط ألا يبقى في بيت المال شيء، وتبيعوا مالكم من الحوائص - وهي حزام الرجل وحزام الدابة- المذَهَّبة والآلات النفيسة، ويقتصر كل الجند على مركوبه وسلاحه، ويتساووا هم والعامة، وأما أخذ الأموال من العامة، مع بقايا في أيدي الجند من الأموال والآلات الفاخرة فلا». وقد بيَّن العز بن عبد السلام بأنه لا يجوز فرض ضرائب إلا بعد أن يتساوى الوزراء والأمراء مع العامة في الممتلكات، ويجهز الجيش بأموال الأمراء والوزراء، فإن لم تكفِ هذه الأموال جاز هنا فرض الضرائب على الشعب بالقدر الذي يكفي لتجهيز الجيش، قبِل سيف الدين قطز فتوى العز بن عبد السلام وبدأ بنفسه وباع كل ما يملك وأمر الوزراء والأمراء أن يفعلوا ذلك، فانصاع الجميع وامتثلوا أمره، فقد أحضر الأمراء كافة ما يملكون من مال وحلي نسائهم وأقسم كل واحد منهم أنه لا يملك شيئاً في الباطن، ولما جمعت هذه الأموال ضربت سكاً ونقداً وأنفقت في تجهيز الجيش، ولكن لم تكفِ هذه الأموال في تغطية نفقة الجيش، فقرر قطز إقرار ضريبة على كل رأس من أهل مصر والقاهرة من كبير وصغير ديناراً واحداً، وأَخذ من أجرة الأملاك شهراً واحداً، وأَخذ من أغنياء الناس والتجار زكاة أموالهم معجلاً، وأَخذ من الترك الأهلية ثلث المال، وأَخذ من الإيطان والسواقي أجرة شهر واحد، وبلغ جملة ما جمعه من الأموال أكثر من ستمائة ألف دينار.

### رسالة هولاكو لقطز
عندما كان سيف الدين قطز منشغلاً بإعداد الجيش وتجهيزه، جاءته رسالة من هولاكو يحملها أربع رسل من التتار، وفيها:
| سيف الدين قطز | من ملك الملوك شرقاً وغرباً الخاقان الأعظم، باسمك الله باسط الأرض ورافع السماء، يعلم الملك المظفر قطز الذي هو من جنس المماليك الذين هربوا من سيوفنا إلى هذا الإقليم يتنعمون بأنعامه، ويقتلون من كان بسلطانه بعد ذلك، يعلم الملك المظفر قطز وسائر أمراء دولته وأهل مملكته بالديار المصرية وما حولها من الأعمال أنَا نحن جند الله في أرضه، خلقنا من سخطه، وسلطناً على من حل به غضبه، سلموا إلينا أمركم قبل أن ينكف الغطاء، فتندموا ويعود عليكم الخطأ، فنحن ما نرحم من بكى، ولا نرفق لمن شكى، قد سمعتم أننا قد فتحنا البلاد وطهرنا الأرض من الفساد، وقتلنا معظم العباد، فعليكم بالهرب وعلينا الطلب، فأي أرض تأويكم وأي طريق تنجيكم وأي بلاد تحميكم، فما من سيوفنا خلاص، ولا من مهابتنا خلاص، فخيولنا سوابق وسهامنا خوارق وسيوفنا صواعق، وقلوبنا كالجبال وعددنا كالرمال، فالحصون لدينا لا تمنع والعساكر لقتلنا لا تنفع، ودعاؤكم علينا لا يسمع، فإنكم أكلتم الحرام، ولا تعفون عن الكلام، وخنتم العهود والأيمان وفشا فيكم العقوق والعصيان، فأبشروا بالمذلة والهوان (فَالْيَوْمَ تُجْزَوْنَ عَذَابَ الْهُونِ بِمَا كُنتُمْ تَسْتَكْبِرُونَ فِي الأَرْضِ بِغَيْرِ الْحَقِّ وَبِمَا كُنْتُمْ تَفْسُقُونَ) (وَسَيَعْلَمُ الَّذِينَ ظَلَمُوا أَيَّ مُنقَلَبٍ يَنقَلِبُونَ) فمن طلب حربنا ندم ومن قصد أماننا سلِم، فإن أنتم لشرطنا ولأمرنا أطعتم، فلكم ما لنا وعليكم ما علينا، وإن خلفتم هلكتم، فلا تُهلكوا نفوسكم بأيديكم، فقد حذر من أنذر وقد ثبت عندكم أنّا نحن الكفرة، وقد ثبت عندنا أنكم الفجرة، وقد سلطنا عليكم من له الأمور المقدرة والأحكام المدبرة، فكثيركم عندنا قليل، وعزيزكم عندنا ذليل، وبغير المذلة ما لملوككم علينا سبيل، فلا تطيلو الخطاب وأسرعوا برد الجواب، قبل أن تضرم الحرب نارها، وترمي نحوكم شرارها، فلا تجدون منّا جاهاً ولا عزاً ولا كافياً ولا حرازاً، وتدهون منا بأعظم داهية، وتصبح بلادكم منا خالية، فقد أنصفناكم إذ راسلناكم، وأيقظناكم إذ حذرناكم، فما بقي لنا مقصد سواكم والسلام علينا وعليكم وعلى من أطاع الهدى وخشي عواقب الردى وأطاع الملك الأعلى. | سيف الدين قطز |

كانت هذه الرسالة بمثابة إعلاناً صريحاً بالحرب أو تسليم مصر للتتار، على إثر الرسالة عقد قطز مجلساً ضمّ كبار الأمراء والقادة والوزراء وبدؤا مناقشة فحوى الرسالة، كان قطز مصمماً على خوض الحرب ورافضاً لمبدأ التسليم، وقال قطز مقولته لما رأى من بعض الأمراء التراخي في مواجهة التتار: «أنا ألقى التتار بنفسي»، ثم قال: «يا أمراء المسلمين لكم زمان تأكلون أموال بيت المال، وأنتم للغزاة كارهون، وأنا متوجه، فمن اختار الجهاد يصحبني، ومن لم يختر ذلك يرجع إلى بيته، فإن الله مطلع عليه، وخطيئة حريم المسلمين في رقاب المتأخرين»، وقال: «من للإسلام إن لم نكن نحن»، بعد هذه الكلمات أيد الأمراء المماليك قرار قطز في المواجهة، ثم قرر قطز أن يقطع أعناق الرسل الأربعة الذين أرسلهم هولاكو، وأن يعلق رؤوسهم على باب زويلة في القاهرة، وذلك بعد أن استشار ركن الدين بيبرس الذي قال: «أرى أن نقتل الرسل الأربعة ونقصد كتبغا قائد المغول متضامنين، فإذا انتصرنا أو هزمنا فسنكون في كلتا الحالتين معذورين».

### معاهدة عكا
اجتمع قطز مع مجلسه العسكري لبحث أفضل طريقة لحرب التتار، وعبَّر عن عزمه الخروج بجيش مصر لملاقاة التتار في فلسطين بدلاً من أن ينتظرهم في مصر، وبعد نقاش طويل دار في المجلس العسكري، أُقرت خطة سيف الدين قطز في السير إلى فلسطين، وفي أثناء تجهيز الجيش قام قطز بجهود حثيثة لتمهيد طريق الجيش للقاء التتار، فقد كانت هناك أجزاء من فلسطين وساحل البحر الأبيض المتوسط محتلة من قبل الإمارات الصليبية، ومنها إمارات عكا وحيفا وصور وصيدا واللاذفية وأنطاكية، وكانت أقوى هذه الإمارات الصليبية هي إمارة عكا، وهذه الإمارة تقع على طريق قطز وجيشه إذا أراد أن يحارب التتار في فلسطين، كان التفكير في أن قتال الصليبيين في عكا سيؤثر سلباً على جيش الإسلام في مصر المتوجه لفلسطين، وفي نفس الوقت لا يستطيع قطز أن يحارب التتار في فلسطين دون الانتهاء من مشكلة الصليبيين في عكا، وجد قطز أن أفضل الحلول هو الإسراع بعقد معاهدة مع الصليبيين في عكا قبل أن يتحالف التتار معهم، قام قطز بإرسال سفارة إلى عكا للتباحث حول إمكانية عقد معاهدة سلام مؤقتة بين المسلمين والصليبيين، كان الهدف من المعاهدة هي تحييد جيش الصليبيين من جهة، وتأمين ظهر جيش مصر من جهة أخرى، جلس وفد قطز مع الأمراء الصليبيين للتباحث في أمر الهدنة، كان الصليبيين يخافون ألاّ يظفروا من المسلمين بعهد فينقلب عليهم المسلمين، ولذلك تقبلوا فكرة الهدنة بسرعة، وقبِل الطرفان فكرة الهدنة المؤقتة، وأصر الوفد المسلم على أن تكون هذه الهدنة هدنة مؤقتة تنتهي بانتهاء حرب التتار، ومما اتفق عليه في الهدنة أن أي خيانة تحصل من قبل الصليبيين فسيترك المسلمين قتال التتار ويتوجهون إلى عكا لتحريرها، وأنه في حال انتصار المسلمين في قتال التتار فسيبيع المسلمون خيول التتار من أهل عكا بأسعار زهيدة، في حين تعهد الصليبيين في عكا بأن يسهموا في إمداد جيش المسلمين بالمؤن والطعام أثناء تواجده في فلسطين.

### معركة غزة
بدأ جيش المسلمين في مصر بالتجمع في منطقة الصالحية (تقع الآن في محافظة الشرقية)، وهي منطقة صحراوية واسعة تستوعب الفرق العسكرية المختلفة، ثم توجه قطز بجيشه إلى سيناء، ثم سلك طريق الساحل الشمالي لسيناء بمحاذاة البحر الأبيض المتوسط، كان هذا التحرّك في أوائل شعبان 658 هـ / يوليو 1260م، كان قطز يتحرك على شكل الخطة التي سيواجه التتار بها، حيث أنه لا يتحرك إلاّ وقد رتّب جيشه بالترتيب الذي سيقاتل به العدو لو حدث قتال، وقد وضع على مقدمة جيشه ركن الدين بيبرس ليكون أول من يصطدم بالتتار، وكان سيف الدين قطز قد سلك في ترتيب جيشه خطةً جديدة، حيث كون في مقدمة الجيش فرقة كبيرة نسبياً على رأسها بيبرس، وجعل هذه الفرقة تتقدم كثيراً عن بقية الجيش التي تسير خلفها، وتظهر نفسها في تحركاتها، بينما يتخفى بقية الجيش في تحركاته، فإذا كان هناك جواسيس للتتار اعتقدوا أن مقدمة الجيش هي كل الجيش، فيكون استعدادهم على هذا الأساس، ثم يظهر بعد ذلك قطز على رأس الجيش الأساسي، وقد فاجأ التتار الذين لم يستعدوا له، اجتاز بيبرس سيناء في 15 رجب 658 هـ / 26 يوليو 1260م، ودخل فلسطين وتبعه قطز بعد ذلك في سيره، واجتازوا رفح وخان يونس ودير البلح واقتربوا من غزة التي احتلها التتار في اجتياحهم للشام، اكتشفت عيون التتار مقدمة الجيش الإسلامي، واعتقدوا أن هذا هو جيش المسلمين كله، ونُقلت الأخبار إلى حامية غزة التترية، وأسرعت الحامية التترية للقاء بيبرس، وتم بينهما قتال سريع، جرى هذا القتال وجيش قطز الرئيسي ما زال يعبر حدود سيناء متوجهاً إلى غزة، وكانت مقدمة الجيش بقيادة الظاهر بيبرس مقدمة قوية وقائدها قائد بارع، والحامية التترية في غزة صغيرة نسبياً، وجيش المغول الرئيسي بقيادة كتبغا على مسافة كبيرة من غزة حيث يربض في سهل البقاع، فتم اللقاء في غزة بمعزل عن الجيوش الرئيسية للمسلمين والتتار، واستطاعت مقدمة جيش المسلمين أن تنتصر في هذه الموقعة الصغيرة، التي قُتل فيها بعض جنود الحامية التترية، وفرّ الباقون في اتجاه الشمال لينقلوا الأخبار إلى كتبغا.

### معركة عين جالوت

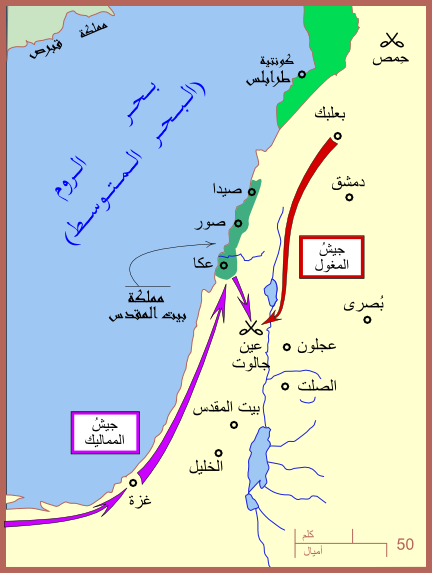
خريطة توضح مسيرة الجيشين الإسلامي والمغولي حتى التقائهما في عين جالوت.

بعد معركة غزة توجه قطز بجيشه شمالا وبحذاء البحر فمروا بعسقلان ثم يافا ثم مروا بغرب طولكرم، ثم حيفا، وواصلوا الاتجاه شمالاً حتى وصلوا عكا التي وقعوا فيها مع الصليبيين معاهدة سلام مؤقتة، وخيم فيها عدة أيام، وأشار إليه بعض أمرائه بالهجوم على حصن عكا وتحرر المدينة بعد قرن ونصف من الاحتلال، وكان رد قطز: «نحن لا نخون العهود»، ثم اتجه من عكا إلى الجنوب الشرقي منها، ليبحث عن مكان يصلح للمعركة مع التتار، في هذه الأثناء كان كتبغا قائد جيش التتار قد وصلته فلول جيشه الهارب من معركة غزة فأخبروه بسقوط غزة، واتخذ كتبغا قراره بأن يتوجه بسرعة لملاقاة قطز، تحرك كتبغا من سهل البقاع باتجاه الجنوب حتى دخل فلسطين من شمالها الشرقي غرب الجولان عبر نهر الأردن، ووصل إلى الجليل الشرقي، واكتشفت استطلاعات جيش قطز حركة كتبغا، ونقلت له الأخبار بسرعة فغادر عكا في اتجاه الجنوب الشرقي، ثم أسرع باجتياز الناصرة، وتعمق أكثر في الجنوب الشرقي حتى وصل منطقة تعرف باسم سهل عين جالوت التي تقع تقريباً بين مدينة بيسان في الشمال ومدينة نابلس في الجنوب.
وفي يوم الجمعة 25 رمضان 658 هـ / 3 سبتمبر 1260م، رتب قطز جيشه واستعد للمعركة، وما إن أشرقت الشمس حتى أتى جيش التتار لسهل عين جالوت من الشمال، كان الجيش يختبئ خلف التلال، وكانت مقدمة الجيش بقيادة الظاهر بيبرس لا تخفي نفسها، وكان الهدف من هذه الخطة حتى يعتقد جواسيس التتار أن هذه المقدمة هي كل الجيش، وبدأت مقدمة الجيش في النزول من أحد التلال لسهل عين جالوت، وبعد أن نزلت مقدمة جيش المسلمين بقيادة الظاهر بيبرس بدأت فرقة عسكرية مملوكية في الظهور على أرض المعركة وانطلقت بقوة تدق طبولها وتنفخ أبواقها وتضرب صنوجها النحاسية، وكانت هناك ضربات معينة للميمنة وضربات معينة للميسرة وضربات معينة للقلب، وكانت هناك ضربات محددة للتقدم والتأخر، وضربات خاصة لكل خطة عسكرية، وبذلك استطاع قطز أن يقود المعركة عن بعد، ووقف الظاهر بيبرس بقواته على المدخل الشمالي لسهل عين جالوت، بينما ترك السهل بكامله خالياً من خلفه.
قرر كتبغا أن يدخل بكامل جيشه وقواته لقتال مقدمة الجيش (وهذا ما خطط له قطز)، وأعطى كتبغا إشارة البدء لقواته بالهجوم على المقدمة التي ظن أنها كل الجيش، فتقدمت أعداد هائلة من فرسان التتار باتجاه مقدمة الجيش، وقف ركن الدين بيبرس وجنوده في أماكنهم حتى اقتربت منهم جموع التتار، عندها أعطى بيبرس لجنوده إشارة بدأ القتال، فانطلقوا باتجاه جيش التتار، وارتفعت سحب الغبار من المعركة وتعالت أصوات دقات الطبول، واحتدم القتال للحظات، وثبتت مقدمة الجيش في القتال وكانت مكونة من خيرة فرسان المماليك، قرر كتبغا استخدام كامل قواته لقتال مقدمة الجيش بعد أن رأى منهم الثبات في القتال، دون أن يترك أي قوات للاحتياط خلف جيش التتار، استمر القتال سجالاً على الرغم من الفجوة العددية الكبيرة بين القوتين، ثم دقت الطبول دقات معينة وهي عبارة عن أوامر من قطز إلى بيبرس بسحب التتار إلى داخل سهل عين جالوت، بدأ بيبرس على الفور في تنفيذ الأوامر، فأظهر للتتار الانهزام وتراجع بظهره وهو يقاتل، عندما رأى كتبغا تراجع المسلمين أمر جنده بتتبعهم والقضاء عليهم، وبدأ جيش التتار في دخول سهل عين جالوت للضغط على الجنود الذين انسحبوا، وبعد مدة من الزمن ليست بالقليلة دخل جيش التتار بأكمله داخل سهل عين جالوت، وانسحب الظاهر بيبرس بجنوده إلى الناحية الجنوبية من السهل، ولم يترك كتبغا قوات احتياطية خارج السهل لتؤمن طريق العودة في حال الخسارة ولتمنع التفاف جيش المسلمين حول التتار.

مخطط لسير المعركة في عين جالوت.

في هذا الوقت نزل جيش المسلمين الرئيسي بقيادة قطز من خلف التلال إلى ساحة المعركة، وأسرعت فرقة قوية من المماليك لغلق المدخل الشمالي لسهل عين جالوت، وبذلك أحاطت قوات جيش المسلمين بالتتار من كل جانب، وبدأ صراع لا مجال فيه للهرب أو المناورة، وبدأ التتار يقاتلون بكل شجاعة، وظهر تفوق الميمنة في جيش التتار، فتراجع المسلمين تحت ضغط بسالة التتار، حيث اخترقوا ميسرة المسلمين، وبدأ تساقط الشهداء في جيش المسلمين، كان قطز في هذه الأثناء في مكانٍ عالٍ خلف الصفوف يراقب الوضع، ويوجه فرق الجيش لسد الثغرات، ولما رأى معاناة ميسرة الجيش دفع بقوة احتياطية لمساندتها، ولكن هذه القوة لم تغير في الأمر شيئاً أمام بسالة وقوة ميمنة التتار، ثم دفع بقوة احتياطية أخرى، ولكن الموقف تأزم بشكلٍ أكبر، عندها قرر قطز أن ينزل بنفسه لأرض المعركة، فرمى خوذته وأخذ يصرخ «واإسلاماه... واإسلاماه»، واحتدم القتال في سهل عين جالوت، وكان فيه أن صوَّب أحد التتار سهمه نحو قطز، فأخطأه وأصاب فرسه وقتل الفرس، واستمر القتال وقطز في أرض المعركة يقاتل، وبدأت الكفة تميل لصالح المسلمين، وارتد الضغط على التتار، وتقدم أمير من أمراء المماليك واسمه جمال الدين آقوش الشمسي واخترق صفوف التتار حتى وصل لكتبغا، ودار بينهما قتال فتمكن آقوش من كتبغا وقتله، وبقتله قتلت العزيمة عند جيش التتار، وأصبحوا يقاتلون ليفتحوا لأنفسهم طريقاً في المدخل الشمالي لسهل عين جالوت ليتمكنوا من الهرب، واستطاعوا فتح ثغرة في المدخل الشمالي، وخرجت أعداد كبيرة منهم باتجاه الشمال، وخرج المسلمون في طلبهم، حتى وصل التتار الفارون إلى مدينة بيسان، وعندما وصل إليهم المسلمين، لم يجد التتار أمامهم إلا أن يعيدوا تنظيم صفوفهم ويصطفوا من جديد، ودارت بين الطرفين معركة كبيرة قرب بيسان، وقاتل التتار فيها قتالاً شديداً، وبدئوا يضغطون على المسلمين، ودارت الدائرة لهم، عندها كرر قطز ما فعله في عين جالوت وأخذ يصيح بالجند «واإسلاماه... واإسلاماه... واإسلاماه» ثلاثاً، وأقبل الجند على القتال وارتفعت راية الإسلام وهوت راية التتار، وبدأ جنود التتار في التساقط، وكانت نتيجة المعركة أن أُبيد جيش التتار بأكمله، ولم يبقى على قيد الحياة من الجيش أحد.

## الفتوحات التالية

### تحرير دمشق
وبعد الانتصار الذي حققه قطز وجيشه في عين جالوت، كان يفكر في أمر الحاميات التتارية في بلاد الشام في دمشق وحمص وحلب وغيرها من مدن الشام، ومع ما أصاب جيش المسلمين من كثرة الشهداء وكثرة الجرحى، وما لقوه من عناء وتعب، قرر سيف الدين قطز السير لدمشق لتحريرها من سيطرة التتار، واستغلال فرصة انكسار جيش التتار وهزيمته الساحقة في سهل عين جالوت، أراد سيف الدين قطز أن يستثمر انتصاره على جيش المغول في عين جالوت، في تهيئة انتصار جديد للمسلمين في دمشق على جيش التتار المحتمي فيها، فجيش التتار قتل بأكمله في المعركة، ولم ينقل أحد منهم الخبر إلى دمشق، فأراد قطز أن ينقل خبر النصر الكبير على المغول بنفسه، ليضعف من معنويات الحامية التتارية في دمشق، فيسهل عليه فتحها، قرر قطز أن يرسل رسالة إلى التتار يعلمهم فيها بهزيمة كتبغا وجيشه، وجاء فيها:
| سيف الدين قطز | أما النصر الذي شهد الضرب بصحته، والطعن بنصيحته، فهو أن التتار خذلهم الله، استطالوا على الأيام وخاضعوا بلاد الشام واستنجدوا بقبائلهم على الإسلام، وهذه عساكر الإسلام مستوطنة في مواطنها ما تزلزل لمؤمن قدم إلا وقدم إيمانه راسخة ولا تثبت لأحد حجة إلا وكانت الجمعة ناسخة ولا عقدت برجمة ناقوس إلا وحلها الآذان ولا نطق كتاب إلا وأخرسه القرآن، ولم تزل أخبار المسلمين تنتقل إلى الكفار، وأخبار الكفار تنتقل إلى المسلمين، إلى أن خلط الصباح فضته بذهب الأصيل، وصار اليوم كأمس ونُسخت آية الليل بسورة الشمس، إلى أن تراءت العين بالعين واضرمت نار الحرب بين الفريقين، فلم تر إلا ضرباً يجعل البرق نضوا ويترك في بطن كل من المشركين شلوا، وقتل من المشركين كل جبار عنيد، ذلك بما قدمت أيديهم (وما ربك بظلام للعبيد) | سيف الدين قطز |

وصلت رسالة سيف الدين قطز إلى دمشق في يوم السابع والعشرين أو الثامن والعشرين من شهر رمضان، وبهذه الرسالة علم المسلمون نبأ الانتصار فقاموا بثورة عارمة داخل دمشق، وأمسكوا بجنود التتار وقتلوا عدداً منهم وأسروا عدداً آخر وفر عدد آخر، وكان السبب الرئيسي لما حدث في دمشق هو انهيار معنويات التتار بعد سماعهم خبر هزيمة كتبغا في عين جالوت، وفي يوم الثلاثين من رمضان وصل سيف الدين قطز وجيش المسلمين دمشق بعد خمسة أيام من معركة عين جالوت، ودخل جيش المسلمين دمشق واستتب الأمن.

### تحرير حمص وحلب
في أول أيام عيد الفطر أرسل سيف الدين قطز قائده الظاهر بيبرس بمقدمة جيشه لتتبع الفارين من التتار، وتطهير المدن الشامية الأخرى من الحاميات التتارية، فوصل بيبرس لحمص، واقتحم معسكرات الحامية التتارية وقضى عليهم وهرب من هرب منهم، وأُطلق سراح المسلمين الأسرى الذين كانوا في قبضة التتار، ثم انطلقوا خلف الحاميات التتارية الهاربة، فقتلوا أكثرهم وأسروا الباقين ولم يفلت منهم إلا الشريد، ثم اتجه بيبرس بمقدمة جيشه إلى حلب، ففر منها التتار، واستطاع المسلمون تطهير بلاد الشام بأكملها من التتار في بضعة أسابيع.
ما إن حرر قطز مدن الشام حتى خُطِبَ له على المنابر في كل المدن المصرية الشامية والفلسطينية، أعلن سيف الدين قطز توحيد مصر والشام تحت دولة واحدة بزعامته، وكانت هذه الوحدة هي الوحدة الأولى بين الإقليمين منذ عشر سنوات، وذلك منذ وفاة الملك الصالح نجم الدين أيوب، وبدأ قطز في توزيع الولايات الإسلامية على الأمراء المسلمين، وأرجع بعض الأمراء الأيوبيين إلى مناصبهم، وذلك ليضمن عدم حدوث أي فتنة في بلاد ومدن الشام، فأعطى قطز إمارة حمص للأشرف الأيوبي، وأعطى إمارة حلب لعلاء الدين بن بدر الدين لؤلؤ، وأعطى إمارة حماة للأمير المنصور، وعين الأمير المملوكي جمال الدين آقوش الشمسي (قاتل القائد المغولي كتبغا) على الساحل الفلسطيني وغزة، أما دمشق فقد عين عليها علم الدين سنجر الحلبي، وفي يوم السادس والعشرين من شهر شوال عام 658 هـ الموافق الرابع من شهر أكتوبر عام 1260م عاد سيف الدين قطز لمصر.

## مقتله

الأسد شعار الظاهر بيبرس.

كانت نهاية سيف الدين قطز بعد معركة عين جالوت بخمسين يوم فقط، اتفق المؤرخون على أن قطز قتل وهو في طريق عودته من دمشق إلى القاهرة في منطقة تسمى الصالحية. ولكنهم اختلفوا في من قتله، ومنهم من يقول أن مقتله كان على يد القائد المملوكي الظاهر بيبرس، واختلف المؤرخون في سبب إقدام بيبرس على قتل السلطان قطز، فابن خلدون في مقدمته يروي أن المماليك البحرية بقيادة بيبرس كانت تتحين الفرصة لقتل قطز لأخذ الثأر لمقتل أميرهم فارس الدين أقطاي، الذي تولى قطز قتله في عهد السلطان عز الدين أيبك، فلما غادر قطز دمشق وقرب من مصر، ذهب في بعض أيامه يتصيد وسارت الرواحل على الطريق فاتبعوه المماليك وعلاه بيبرس بالسيف فخر صريعاً، في حين يقول جلال الدين السيوطي في تاريخ الخلفاء أن قطز وعد بيبرس بإعطائه إمارة حلب ثم رجع قطز عن وعده، فتأثر بيبرس بذلك، ولما رجع قطز إلى مصر كان بيبرس قد أضمر الشر وأسر ذلك في نفسه، ثم اتفق بيبرس وجماعة من الأمراء على قتل المظفر فقتلوه في الطريق، أما المؤرخ قاسم عبده قاسم فقال أن بيبرس ظن أنه أحق بالعرش من قطز، لا سيما وأنه صاحب دور كبير في هزيمة الحملة الصليبية السابعة بقيادة الملك لويس التاسع قبل عشر سنوات في المنصورة، كما أنه لعب دوراً كبيراً في هزيمة المغول في عين جالوت، وأنه كان أول من ألحق بهم هزيمة عندما دمر طليعة الجيش المغولي، ثم طارد فلوله المنسحبة حتى أعالي بلاد الشام، وكان بيبرس ابن عصره، وكانت تلك هي الأفكار السياسية السائدة آنذاك، ولم تكن هناك مؤسسات شورية قوية في اختيار الحاكم، وغاب الفقه السياسي في الإسلام المتعلق باختيار السلطان أو الملك أو الحاكم، فأدى ذلك لقتل قطز، يروي ابن خلدون في كتابه تاريخ ابن خلدون قصة مقتل الملك المظفر سيف الدين قطز:
«كان البحرية من حين مقتل أميرهم أقطاي الجامدار يتحينون لأخذ ثأره وكان قطز هو الذي تولى قتله، ولما سار إلى التتر ذهل كل منهم عن شأنه، وجاء البحرية من القفر هاربين من المغيث صاحب الكرك فوثقوا لأنفسهم من السلطان قطز أحوج ما كان إلى أمثالهم من المدافعة عن الإسلام وأهله فأمنهم واشتمل عليهم وشهدوا معه واقعة التتر على عين جالوت وأبلغوا فيها والمقدمون فيهم يومئذ بيبرس البندقداري وأنز الأصبهاني وبلبان الرشيدي وبكتون الجوكنداري وبندوغز التركي. فلما انهزم التتر من الشام واستولوا عليه وحسر ذلك المدّ وأفرج عن الخائفين الروع عاد هؤلاء البحرية إلى ديدنهم من الترصد لثأر أقطاي، فلما قفل قطز من دمشق سنة ثمان وخمسين (سنة 658 هـ) أجمعوا أن يبرزوا به في طريقهم، فلما قارب مصر ذهب في بعض أيامه يتصيد وسارت الرواحل على الطريق فاتبعوه وتقدم إليه أنز شفيعاً في بعض أصحابه، فشفعه فأهوى يقبل يده فأمسكها، وعلاه بيبرس بالسيف فخر صريعاً لليدين والفم، ورشقه الآخرون بالسهام فقتلوه وتبادروا إلى المخيم، وقام دون فارس الدين أقطاي على ابن المعزّ أيبك وسأل من تولى قتله منكم فقالوا بيبرس فبايع له واتبعه أهل المعسكر ولقبوه بـالقاهر، وبعثوا بالخبر إلى القلعة بمصر فأخذ له البيعة على من هناك، ووصل القاهر منتصف ذي القعدة من السنة فجلس على كرسيه ولكنه غير لقبه الي الظاهر خوفاً من شؤم لقب القاهر واستخلف الناس على طبقاتهم وكتب إلى الأقطار بذلك. ورتب الوظائف وولى الأمراء.»
يروي ابن كثير في كتابه البداية والنهاية:
«ذكر سلطنة الملك الظاهر بيبرس البندقداري وهو الأسد الضاري وذلك أن السلطان الملك المظفر قطز لما عاد قاصدا مصر وصل إلى ما بين الغزالي والصالحية، عدا عليه الأمراء فقتلوه هنالك، وقد كان رجلا صالحا كثير الصلاة في الجماعة ولا يتعاطى المسكر ولا شيئا مما يتعاطاه الملوك، وكانت مدة ملكه من حين عزل ابن استاذه المنصور علي بن المعز التركماني إلى هذه المدة وهي أواخر ذي القعدة نحوا من سنة رحمه الله وجزاه عن الإسلام وأهله خيرا، وكان الأمير ركن الدين بيبرس البندقداري قد اتفق مع جماعة من الأمراء على قتله فلما وصل إلى هذه المنزلة ضرب دهليزه وساق خلف أرنب وساق معه أولئك الأمراء فشفع عنده ركن الدين بيبرس في شئ فشفعه فأخذ يده ليقبلها فأمسكها وحمل عليه أولئك الأمراء بالسيوف فضربوه بها وألقوه عن فرسه ورشقوه بالنشاب حتى قتلوه.»
قال جلال الدين السيوطي في كتابه تاريخ الخلفاء:
«ثم دخلت سنة ثمان وخمسين والوقت أيضا بلا خليفة وفيها قطع التتار الفرات ووصلوا إلى حلب و بذلوا السيف فيها ثم وصلوا إلى دمشق وخرج المصريون في شعبان متوجهين إلى الشام لقتال التتار فأقبل المظفر بالجيوش و شاليشه ركن الدين بيبرس البندقداري فالتقوا هم والتتار عند عين جالوت ووقع المصاف وذلك يوم الجمعة خامس عشر رمضان فهزم التتار شر هزيمة وانتصر المسلمون ولله الحمد وقتل من التتار مقتلة عظيمة وولوا الأدبار وطمع الناس فيهم يتخطفونهم وينهبونهم، وجاء كتاب المظفر إلى دمشق بالنصر فطار الناس فرحا ثم دخل المظفر إلى دمشق مؤيدا منصورا وأحبه الخلق غاية المحبة وساق بيبرس وراء التتار إلى بلاد حلب وطردهم عن البلاد ووعده السلطان بحلب ثم رجع عن ذلك فتأثر بيبرس من ذلك وكان ذلك مبدأ الوحشة وكان المظفر عزم على التوجه إلى حلب لينظف آثار البلاد من التتار فبلغه أن بيبرس تنكر له وعمل عليه فصرف وجهه عن ذلك ورجع إلى مصر وقد أضمر الشر لبيبرس وأسر ذلك لبعض خواصه فأطلع على ذلك بيبرس فساروا إلى مصر و كل منهما محترس من صاحبه فاتفق بيبرس وجماعة من الأمراء على قتل المظفر فقتلوه في الطريق في ثالث عشر شهر ذي القعدة»

### قبره
بعد مقتل قطز بقي ملقىً على الأرض مضرّجاً بدمائه دون أن يجرؤ أحد على دفنه، إلى أن دفنه بعض غلمانه، وصار قبره يقصد للزيارة والتبرك والناس يترحمون عليه ويدعون على قاتله، وكثر الترحم عليه والدعاء على من قتله، وكان الملك الظاهر بيبرس قد شارك في قتله فلما بلغه ذلك سيَّر من نبشه ونقله إلى غير ذلك المكان وعفي أثره ولم يعفَ خبره، ثم حُمل قطز بعد ذلك إلى القاهرة، ودفن بالقرب من زاوية الشيخ تقي الدين قبل أن تُعمر، ثم نقله الحاج قطز الظاهري إلى القرافة ودفن بالقرب من زاوية ابن عبود.

## شخصيته
وصف المؤرخون شخصية المظفر قطز، فقالوا إنه كان شابًا أشقر اللون، كبير اللحية، بطلًا شجاعًا، مقدامًا حازمًا، حسن التدبير، كانت له اليد البيضاء في قتال المغول، قال أبو المحاسن ابن تغري بردي: «كان بطلاً شجاعًا، مِقدامًا حازمًا، حَسَنَ التدبير، يرجِع إلى دينٍ وإسلام وخيرٍ»، وقال الإمام الذهبي «السلطان الشهيد.. كان فارسًا شجاعًا، سائسًا ، دينًا، محببا إلى الرعية، هزم التتار وطهر الشام منهم يوم عين جالوت، ويسلم له إن شاء الله جهاده، وكان شابا أشقر، وافر اللحية، تام الشكل، وله اليد البيضاء في جهاد التتار، فعوض الله شبابه بالجنة ورضي عنه»، وقال ابن كثير «وكان شجاعًا بطلًا، كثير الخير، ناصحًا للإسلام وأهله، وكان الناس يحبونه ويدعون له كثيرًا»، قال ابن العماد الحنبلي «كان بطلًا شجاعًا حازمًا، كسر التتار كسرة جُبر بها الإسلام، واستعاد منهم الشام، فجزاه الله عن الإسلام خيرًا».

## دينار قطز
وُجد دينار من الذهب بكتابة نسخية باسم المظفر قطز، عليه كتابة على كل من الوجه والظهر تحمل اسم السلطان المظفر سيف الدنيا والدين قطز، ضرب هذا الدينار في الإسكندرية التي كانت مركزًا تجاريًا هامًا في العصر الفاطمي والعصر المملوكي، يوجد الدينار الآن في متحف الفن الإسلامي في القاهرة عاصمة مصر، ويحمل الدينار رقم 16412.

## قطز في الأدب والسينما والتلفزيون

غلاف رواية وا إسلاماه.

### في الأدب
- رواية وا إسلاماه، هي رواية تاريخية عربية للكاتب علي أحمد باكثير صدرت عام 1945، يسرد فيها الكاتب سيرة حياة السلطان قطز منذ ولادته وحتى مماته وأحوال البلاد التي عاش فيها وملوكها وصراعهم مع التتار والصليبين.[102]
- رواية قطز، ألفها الروائي السعودي منذر القباني، تعتبر الرواية الجزء الثاني من ثلاثية فرسان وكهنة، تتمثل الرواية بالمزج بين الأدب والتاريخ والدين في شخصية قطز، نشرتها الدار العربية للعلوم ناشرون عام 2014.[103][104]

### في السينما والتلفزيون
- وا إسلاماه: عام 1962 فيلم سينمائي من إنتاج مشترك بين مصر وإيطاليا، يحكي أحداث معركة عين جالوت، قام بدور قطز الممثل المصري أحمد مظهر.
- الفرسان: عام 1995 مسلسل تاريخي تدور أحداثه حول مصر أثناء فترة هجوم التتار عليها، كما يتناول المسلسل هزيمة التتار في عين جالوت، قام بدور قطز أحمد عبد العزيز.
- الظاهر بيبرس: عام 2005 مسلسل يحكي قصة حياة بيبرس، وما دار من أحداث في معركة عين جالوت، قام بدور قطز الممثل باسل خياط.
- على باب مصر:عام 2006 مسلسل تاريخي تدور أحداثه حول مصر أثناء فترة هجوم التتار عليها، كما يتناول المسلسل هزيمة التتار في عين جالوت، قام بدور قطز حسام فارس.

### في الكرتون
- أسد عين جالوت: عام 1998 فيلم كرتون تاريخي حربي من إنتاج مؤسسة ألاء للإنتاج الفني، ىحكي الفيلم سيرة الأمير سيف الدين قطز وابنة خاله جلنار منذ كان أميرا صغيرا وبيعه في أسواق النخاسة، حتى أصبح قائدا في الجيش المصري ثم سلطانا، ويركز على معارك مهمة مثل معركة المنصورة ومعركة عين جالوت، من إنتاج أسامة أحمد خليفة، قام بأداء صوت قطز الممثل مصطفى أبو هنود.